# クレアの秘宝伝〜はじまりの扉と太陽の石〜
「クレアの秘宝伝〜はじまりの扉と太陽の石〜」（くれあのひほうでん〜はじまりのとびらとたいようのいし〜）は、2012年9月に大都技研から発売されたパチスロ機。
秘宝伝シリーズの4作目。型式名は「クレアの秘宝伝Ｋ」。
日本遊技関連事業協会主催の「遊技機アワード2013」において、「パチスロ大賞」の「ノーマルタイプ部門」を受賞している
。

## 概要
2007年発売のシェイクII以来となる、いわゆる「Aタイプ」の機種である。天井RTは搭載していない。
初代秘宝伝同様の高確率モード（演出。今作では3種類存在）と33種類のビッグボーナス演出が特徴。

マイスロの大都技研版である「ダイトモ」に対応しており、一度みたストーリーBB、お宝BB（ともに後述）を次回プレイ時以降も選択できるようになる。これを利用することにより、一日で14回ビッグボーナスを引かないとストーリーBBが最後まで見られない、ということはなくなる（ただし、当然ダイトモへの登録は必要になる）。
筐体は押忍!番長2以来採用されているエクサージ筐体を採用している。

## 高確率モード
本機の高確率モードは、通常時のチャンス目の一部で突入する10ゲームのプチRT内の演出である。
- 通常高確率モード - クレア（子供）、シャロン、レオンの3人が神殿内を探検する。
- 超高確率モード - クレア（子供）のお祈り。
- 極高確率モード - クレア（大人）のお祈り。上記の超高確率モードから変身演出により発展。

## 小役
リプレイ、ベル、チェリー、スイカおよびチャンスリプレイが存在する。払い出し枚数を下表にまとめる。各列の「3BET」は通常時、「2BET」はビッグボーナス時、「1BET」はレギュラーボーナス時のことである。リプレイについては払い出しが存在しないため割愛する。
| 小役     | 3BET時 | 2BET時 | 1BET時 | 備考                                |
| -------- | ------ | ------ | ------ | ----------------------------------- |
| ベル     | 7      | 15     | 14     | 左リールのアグリーがついた黄7も有効 |
| チェリー | 2      | 2      | 14     | 3BET時、2ライン揃いで4枚払い出し    |
| スイカ   | 10     | 15     | 14     |                                     |

## ボーナスゲーム
ボーナスゲームには7揃い（4種類
）のビッグボーナス（BB） と、7-7-BAR絵柄（2種類
）のレギュラーボーナス（RB）の2種類があり、最大獲得枚数は311枚、104枚である。ビッグボーナスの最大獲得枚数311枚を満たすためには、ビッグボーナス中にボーナスランプが点灯した時にのみ狙える、逆押しによる7スイカ7-ベル-ベルを中段に揃える必要がある。ボーナス終了までにこれに成功しなかった場合は299枚獲得となる。
ビッグボーナス演出にはストーリーBB（14種類）とお宝BB（19種類）があり、ストーリーBBはオープニングから開始しビッグボーナス当選ごとに最終話まで順に進行、お宝BBについては一定条件を満たすことでのみ選択可能となる。

### ストーリーBB
ストーリーBBで冒険の様子を詳しく見ることができる。初代秘宝伝の時代より1万年前。クレアがまだ人間であった頃（しかも6歳時点）の冒険譚、といった設定になっている。毎回主人公がかわる秘宝伝シリーズではあるが、4号機の初代秘宝伝において主人公であったレオンとシャロン（その先祖、という設定）と出会い、彼らとともに遺跡を探検し「お宝」を探すというストーリーである。最終的には次回作「秘宝伝〜太陽を求める者達〜」の舞台のひとつである「空を飛ぶ島（太陽に一番近い島）」が浮上する所までが確認できる。
14種類の内訳はオープニング2種類と実際のストーリー12種類である
。オープニング曲は『キミとボクの未来の地図☆』と『お願い!アドベンチャー』の2曲

で、クレア役の明坂聡美が歌っている

。

### お宝BB
お宝BBとは過去の大都技研のパチンコ・パチスロBGMとそれにまつわる映像が流れるというもの。これまでの秘宝伝シリーズはもとより、吉宗、押忍!番長、シェイクII、押忍!操など、特にピックアップされた19曲から選択できるようになる

。内部にカレンダー機能があり、特定の日には全ての曲が選択可能になるというギミックも搭載している

。

## キャラクター
クレア（子供）（CV.明坂聡美）
本機の主役。王女。6歳。基本的に笑顔。トロッコで落下するときも笑顔。稀に変身する（下記）。
クレア（大人）（CV.明坂聡美）
クレア（子供）が覚醒すると、変身し大人になる。大人になると服装も前作まで同様のシェンティ（ふんどしではない）姿に変わる。性格もしっかり大人になる。
シャロン（CV.佐藤利奈）
商人。10代後半。がめつい性格には過去の事件が影響しているとのこと。
レオン（CV.三瓶由布子）
守護剣士（料理人・釣り師）。10代半ば。剣の実力は下の下。イヌビスと喧嘩をしても必ず負けるそうである。
イヌビス
クレアの飼い犬。クレア（子供）を乗せられる程度の大きさ。
アグリー
精霊。見た目は顔のある火の玉で、初代秘宝伝のユラーリに近い。
マーヤ（CV.大浦冬華）
自称大盗賊。20代半ば。ハルトのボス。
ハルト（CV.横田紘一）
マーヤの手下のナルシスト。20代半ば。恩義からか趣味からかマーヤの下で働いている。
その他、ボスキャラやミイラ男などがいる。

## ステージ

### 通常ステージ
下記3種類の通常ステージは演出の違い以外に、当たり確率変動などの違いは存在しない。いくつかの演出とボスキャラについて解説する。なお、ここで紹介する演出の小役ナビはサイドランプ（アクションレンズという）、シャッター付属の宝箱ギミック等との複合がない場合についての記載であり、これらと複合した演出の場合は、より上位の小役が当選している場合もある。例えば、壁画発見のケースで、気づいたのがクレア（子供）であっても同時に筐体のサイドランプが全点灯であればチャンスリプレイがそろう場合もある、といった具合に例外はある。
- 通路ステージ（キャプションは『はじまりの通路』[16]）
  - 壁画を発見する。壁画に気づいたのがシャロンだとスイカ、チェリーまたはチャンスリプレイ（以下、レア(Rare)役と記述）の小役ナビ。レオンだと小役確定、クレア（子供）だとハズレもありうる。
  - 落とし穴におちる。パーティー全員で落ちるとレア役確定。大抵はレオンが一人で落ちるハメになる（ハズレ、リプレイまたはベルの小役ナビ）。
  - シャロンがお宝にダイブ。宝箱の色で小役ナビ。千両箱だとボーナス確定（プレミア）。
  - ボスはドラゴン。このドラゴンは秘宝伝シリーズのレギュラーボスの先祖である[17]。クレア（子供）がアグリーを投げつけドラゴンブレスと勝負し、勝利すればボーナス確定。
- 廃墟ステージ（キャプションは『地下渓谷の廃墟』）
  - イヌビスがお宝が埋まっている場所を示し、シャロンが熱心に掘る。掘る道具がジャックハンマー（英語版）だとレア役。
  - どんでんがえしの壁でクレア（子供）が迷子になる。代わりに出てくるミイラの色で小役ナビ。ミイラが襲ってくるのでレオン以下全員逃げる。しばらくするとクレアは壁の中から戻ってくるが、すでに誰もいない状況で置き去りにされる[18]。
  - レオンが瞑想する。基本的に妄想であるが吹き出しに出てくるのがシャロン、マーヤ、クレア（大人）だとレア役。
  - ボスは巨大鳥。対戦演出ではまずクレア（子供）がさらわれる。シャロンがカバンから取り出した背負い式のロケットを使ってレオンが追いかける。奪還できればボーナス確定。
- 湖ステージ（キャプションは『恵の湖』）
  - 食事の用意ができる（調理担当はレオン。食べる担当はクレア（子供））。皿の上の料理で小役ナビ。ナス＝リプレイ、トウモロコシ＝ベル、など色対応。ナスはヘタまで、トウモロコシは芯まで残さず平らげる。
  - レオンが釣り。釣竿が極太だとレア役。
  - 水浴びをこっそり観察。レオンとハルトがタッグで覗きに行くケースもある。大抵はイヌビスに撃退される（リプレイまたはベル対応でハズレはない）。シャロン、マーヤ、クレア（大人）のいずれかだとレア役。3人一緒にいるとボーナス確定（プレミア）。
  - ボスは大ナマズ。対戦演出はまず3人が丸呑みされるところから始まる。内部から胃袋を突っついて吐き出させればボーナス確定。

### 特殊ステージ
前述の高確率モード専用の神殿ステージと、通常時にスイカ・チェリー当選の一部で移行することがあるジャングルステージの2種類がある。いずれもそのミッション成功＝ボーナス確定というステージである。
神殿ステージは期待度を表現するn%のn部分をBETボタン連打により100%に近づけることでボーナスの期待を持たせる演出である。あくまでも期待度であるため、100%未満であってもボーナスに当選していることもある。プレミアとして100%を超える場合もあり、456%、666%および777%が存在する。
ジャングルステージは5ゲーム内に「お宝」を見つけることを目的としたステージである。途中で発見するアイテム（小役ナビ）により期待度を示唆する。クレア1人での探検よりレオン、シャロンも含めた3人組の方がボーナスへの期待度は高い。プレミアで青山操を発見することもある。

## スペック
| 設定  | BB合成確率 | RB合成確率 | ボーナス合成確率 | 機械割 |
| ----- | ---------- | ---------- | ---------------- | ------ |
| 設定1 | 1/287.4    | 1/321.3    | 1/151.7          | 97.5%  |
| 設定2 | 1/282.5    | 1/303.4    | 1/146.3          | 98.9%  |
| 設定3 | 1/273.1    | 1/295.2    | 1/141.9          | 101.3% |
| 設定4 | 1/256.0    | 1/277.7    | 1/133.2          | 105.1% |
| 設定5 | 1/237.4    | 1/260.1    | 1/124.1          | 108.7% |
| 設定6 | 1/221.4    | 1/227.6    | 1/112.2          | 115.3% |

## 移植状況
本パチスロ機は以下の機種に移植されている。
- スロットアプリ
  - 携帯電話版[22]
  - iPhone版[23]
  - Android版[23]